# Finnugor
Finnugor – węgierski zespół muzyczny grający symfoniczny black metal założony w 2001. Zespół pochodzi z Budapesztu. Jego wszyscy członkowie oprócz Gabriela Wolfa i Noli Darxley pochodzą z Finlandii.

## Muzycy[1]

### Obecny skład zespołu
- Gabriel Wolf – keyboard, wokal
- Ville Mustanen – gitara
- Aatto Koskinen – perkusja
- Janne Lahtisaari – gitara basowa

### Byli członkowie
- Narqath – gitara basowa, keyboard, perkusja
- Nola Darxley – wokal

## Dyskografia
- Black Flames (2002)[2]
- Cosmic Nest of Decay (ft. Attila Csihar, DVD, 2003)[3]
- Death Before Dawn (2003)[4]
- Darkness Needs Us (2004)[5]
- Kihylvä (DVD, 2006)[6]
- Voitettuani kuoleman (2006)[7]
- My Sick Files (2007)[8]
- Fame et Morte (2008)[9]